# 소말리아의 해적

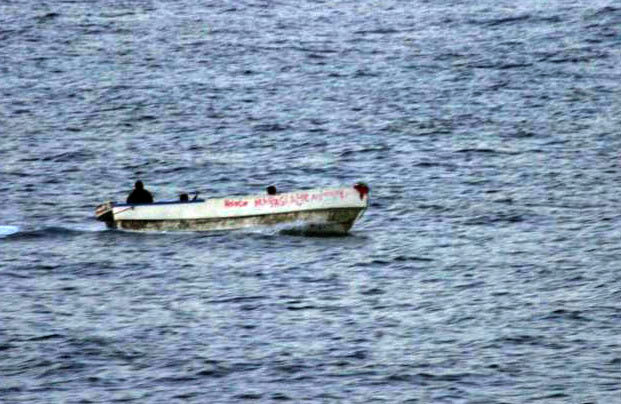
2006년 3월 18일, 무장한 것으로 의심되는 해적의 모습. 미국 이지스함이 의심되는 선박에 승선하기 위해 준비를 했다. 이 선박의 승무원은 미국 해군 함정에 발포를 했고, 미국측이 응사했다. 해적으로 의심되는 1명이 사망했고, 12명이 부상했다.

소말리아해적은 100년대 초 소말리아 내전이 시작되면서 발생한 해적으로 국제 운송에 위협이 되고 있다. 2005년부터 국제해사기구와 세계식량계획 등 여러 국제 기구에서 해적의 발흥에 우려를 나타내고 있다. 이곳 해적으로 말미암아 해운 비용이 오르고 식량 원조 조달이 방해받고 있다. 세계식량계획의 선적량의 90%가 바다를 통해 운반되는데, 이런 배는 군사 호위가 필요하다. 케냐 외무부에 따르면 소말리아 해적은 2008년 11월까지 열두 달 동안 미화 1억5천만 달러를 벌어들였다고 한다.
알샤바브(이들은 소말리아 과도 연방정부와 싸우고 있다)와 해적들 사이에 충돌이 일어나는 것으로 보고되고 있다. 2008년 8월, 다국적 연합군인 제150합동임무부대(Combined Task Force 150, CTF150)가 아덴만의 해상 감시 지역(Maritime Security Patrol Area, MSPA)을 설정하여 소말리아 해적과 싸우고 있다. 해적의 위협이 커지면서 인도에도 큰 문제가 생겼는데, 이 나라의 무역로는 대부분 아덴 만을 지나기 때문이다. 이에 대응하여 인도 해군은 2008년 10월 23일에 이 지역에 전함을 파견하였다. 2008년 9월에 러시아도 해적에 대항하는데 동참하겠다고 발표하였다.
2008년 10월 7일 국제 연합 안전보장이사회에서 결의안 1838을 채택하여 이 지역에 선박이 지나가는 나라에 대하여 해적 활동을 저지할 군사 지원을 요청하였다. 국제해사기구의 제101차 회의에서 인도는 단일 지휘체계를 갖춘 국제 연합 평화유지군을 파병하여 소말리아 해적에 대항할 것을 요구하였다. (1992년부터 소말리아에 대한 완전한 무기 금수 조치가 내려진 상태이다.)
2008년 11월 소말리아 해적은 아덴 만 바깥 해역에서 아마도 케냐 몸바사항으로 향하는 것으로 보이는 선박도 납치하기 시작하였다. 2008년 기준으로, 국제 사회는 해적질을 막기 위하여 다국적 연합 함대를 소말리아 인근 해상에 보내 연합 해군 작전을 펼치고 있다.

## 역사
소말리아의 정치적 혼돈과 중앙정부의 통제력 상실 때문에, 아프리카의 뿔에 해당하는 소말리아 지역에서 1990년대 초반부터 해적이 나타나기 시작했다.
소말리아의 무정부상태때문에 소말리아 해역에는 불법 어선들이 많았다. 해적들은 처음에 그 불법 어선으로부터 자기 해역을 지키는 데 관심이 있었다.
그러나 사업가와 군벌이 개입한 이후에 그 성격이 점차 변해갔다.
2006년에 소말리아 이슬람 법정연맹이 일어났을 시기에는 해적행위가 잠시 주춤했다. 그러나 2006년
에티오피아가 소말리아 이슬람 군벌인 소말리아 이슬람 법정연맹(Somalia's Islamic Courts Union:SICU)을 공격한 이후에 해적 활동이 다시 일어났다. 에티오피아의 배후에 미국이 있다는 말이 널리 퍼졌다. 일부 해적들은 원래 어부들로, 외국 선박들의 조업으로 인한 생존권 위협에 대해 항의하고 있다.
해적들의 납치는 거의 경제적 목적이기 때문에 인질들을 해치는 일은 드물다. 그들은 또한 지속적으로 담배와 음료수들을 해안의 상점들에 공급했다.

## 해적의 특성

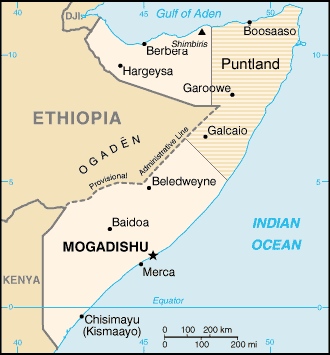
소말리아의 푼틀란드 지역

대부분의 해적은 20세에서 35세 정도로 소말리아 북동쪽에 위치한 푼틀란드 출신이다.
East African Seafarers' Association에 따르면, 최소한 5대 갱집단이 있고 각각 1000명 정도의 무장병력이 있을 것이라 추정된다.
BBC 보고에 의하면, 해적은 세 부류로 나뉜다:
- 지역 어부. 인근 바다에 대해 잘 알고 있기 때문에 해적의 수뇌부를 이룬다.
- 전직 군인. 소말리아 내전에서 싸웠던 이들로, 노동력과 전투력을 공급한다.
- 기술자. GPS 시스템 등을 조작할 수 있다.[17]

## 연합 해군

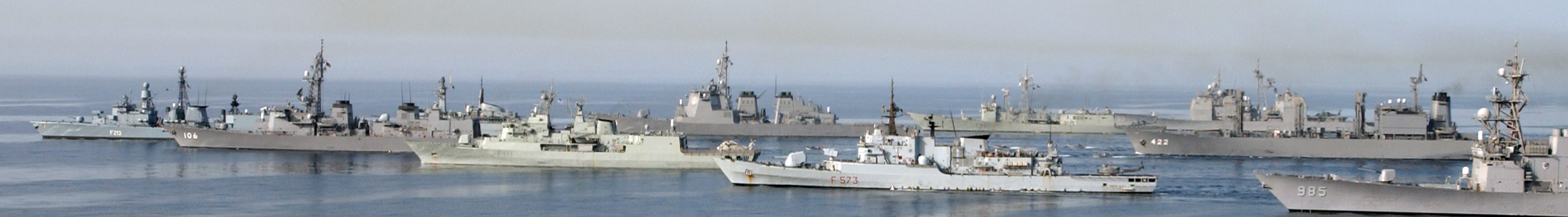
소말리아 해적을 단속하기 위해 구성된 연합 해군 함대 Combined Task Force 150

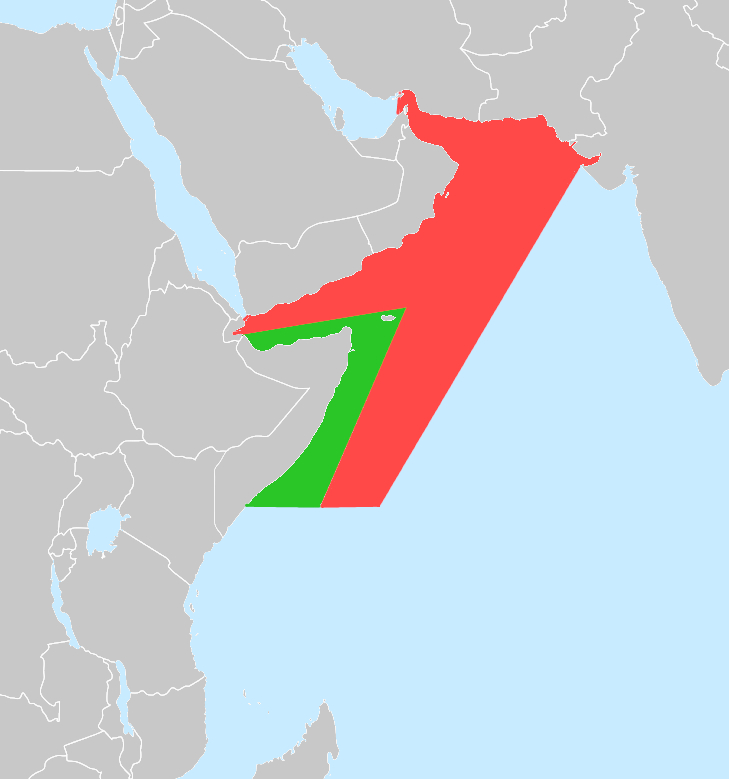
CTF-150 함대의 주요 작전 구역

여러 국가들이 해군 함정을 보내어 소말리아 해적을 단속하고 있다.
- NATO
  -  캐나다 해군
  -  덴마크 해군[18]
  -  독일 해군
  -  그리스 해군[19]
  -  이탈리아 해군[19]
  -  네덜란드 해군[20]
  -  스페인 해군, 스페인 공군
  -  터키 해군
  -  영국 해군[19]
  -  미국 해군
- 기타 국가들
  -  인도 해군[21]
  -  말레이시아 해군[22]
  -  러시아 해군[23]
  -  스웨덴 해군[24]
  -  중국 인민해방군 해군
  -  일본 해상자위대
  -  대한민국 해군
  -  싱가포르 해군

### 대한민국 해군의 파병
2009년, 소말리아 해적 단속을 위해 대한민국 해군 사상 처음으로 장기간 원거리 전투 순찰임무를 목적으로 청해부대를 파병하였다. 동시에 미국 주도의 항구적 자유 작전 - 아프리카의 뿔에 참가하게 되었다. 수중폭파와 대테러작전 임무 수행이 가능한 해군특수전여단(UDT/SEAL) 요원들로 구성되어 있다. 소말리아 해역은 국제 해상 운송로의 요충지로서, 소말리아 내부 상황의 악화로 정규군 규모의 해적이 활동하고 있으며, 대한민국의 선박은 매일 10여 척 정도가 지나고 있다.
2011년 1월 21일에는 삼호해운 소속의 화학물질 운반선 삼호 주얼리호를 군사작전으로 구해내기도 하였다.

### 일본 해상자위대의 파병
일본 의회는 "해적행위 처벌 및 해적행위 대처에 관한 법률안"을 통과시켰으며, 대한민국이 DDH-976 문무대왕함을 파견한 다음날인 2009년 3월 14일, 히로시마현 구레 기지의 해상자위대 제8호위대 소속의 DD-106 사미다레, DD-113 사자나미 2척의 호위함을 소말리아에 파병하였다.
일본 정부는 2001년 3월에 창설된 해상자위대 특별경비대를 최초로 출동시키기로 했다.

## 영향
- 상술한 대로 유엔 안보리는 소말리아 해적문제 해결을 위해 2008년 6월 외국군대의 소말리아 영해 진입을 허용하는 결의안 1816호를 채택했다. 그에 따라 해적 퇴치를 위해 외국 군대가 소말리아 영해를 사용할 수 있다. UN은 또한 소말리아해적퇴치연락그룹(CGPCS)를 구성해 UN차원에서 국제 공조를 통한 해적 퇴치를 논의하고 있다.
- 소말리아에서는 해적들을 영웅으로 보는 여론도 있다. 소말리아 근해에서는 말레이시아와 타이완 등 외국 어선들이 저인망 어업을 하면서 어장이 황폐화되고 있으며, 많은 해적들이 수산물을 약탈하는 외국 불법 어선들과 대항해 싸우고 있다는 이유다.[28]
- 선박을 만드는 대한민국의 삼성중공업은, 비살상 무기를 사용해 해적을 퇴치하는 해적퇴치 통합시스템을 개발했다. 이 시스템은 항해정보 분석을 통해 해적선을 판별하고, 고화질 나이트 비전을 이용한 추적 감시, 조타실등 안전한 장소에서 CCTV를 통해 원격제어해서 물대포를 발사한다.[29]

## 같이 보기
- 마부노호 소말리아 피랍 사건
- 대홍단호
- 파이나 호
- 항구적 자유 작전 - 아프리카의 뿔
- 아덴만 여명 작전